# Mordacia lapicida
Mordacia lapicida är en ryggsträngsdjursart som först beskrevs av Gray 1851.  Mordacia lapicida ingår i släktet Mordacia och familjen nejonögon. IUCN kategoriserar arten globalt som otillräckligt studerad. Inga underarter finns listade i Catalogue of Life.